# Przyporniak
Przyporniak – potok, dopływ potoku Filipka (Filipczańskiego Potoku). Ma swój początek w niewielkiej dolince Jarząbczak na północnych krańcach Tatr Wysokich. Droga Oswalda Balzera przecina tę dolinkę w odległości około 800 m na zachód od Zazadniej. W obrębie Tatr dolinka ma długość 0,8 km i spadek 28,7%. Słabo rozwinięty lej źródłowy znajduje się na wysokości 1170 m, ale woda płynie dnem dolinki tylko okresowo. Stale woda występuje dopiero w dolnej części doliny, gdzie po prawej stronie koryta pojawia się wiele źródeł o dużej wydajności. Wypływają z warstwy wapieni murańskich i numulitowych zalegających na fliszu podhalańskim. Dolna część doliny wyżłobiona jest w łupkach. Ma łagodne zbocza porozcinane płytkimi i nieckowatymi dolinkami o podmokłych dnach. U wylotu z Tatr koryto potoku zamyka stożek napływowy.
Przyporniak ma źródła w Tatrach, dolna jego część znajduje się już w Rowie Podtatrzańskim (dokładniej jest to Rów Zakopiański). Całkowita długość potoku wynosi 2,5 km, spadek poza Tatrami 4,7%, a średni spadek 12,4%. Uchodzi do potoku Filipka jako jego lewy dopływ.